# Sergei Sergejewitsch Schutzmann
Sergei Sergejewitsch Schutzmann (russisch Сергей Сергеевич Шуцман; * 28. Januarjul. / 9. Februar 1869greg.) war ein russischer Architekt wie auch seine Brüder Nikolai und Michail.

## Leben
Schutzmann, Sohn eines Moskauer Gärtners und Enkel eines deutschen Einwanderers, studierte an der Moskauer Hochschule für Malerei, Bildhauerei und Architektur mit Abschluss 1894 als klassifizierter Künstler der Architektur mit einer Kleinen Silbermedaille für Zeichnen und einer Großen Silbermedaille für Architektur. Anschließend studierte er noch an der Kaiserlichen Akademie der Künste in St. Petersburg.
Schutzmann arbeitete von 1894 bis 1902 in Moskau als Lew Nikolajewitsch Kekuschews Assistent. Mit Kekuschew baute er 1894–1896 und 1899 die T.-I.-Korobkow-Villa um. 1899 war er an Kekuschews Projekt für den Bau des Hotels Metropol (Teatralny Projesd 2) des Unternehmers Sawwa Iwanowitsch Mamontow beteiligt, der allerdings William Walcot mit der Durchführung beauftragte. Nach Mamontows Insolvenz und Verhaftung beauftragten die neuen Besitzer Kekuschew mit dem Bau. 1899 baute er mit Kekuschew die M.-S.-Saarbekow-Villa. 1899–1900 führte Schutzmann Kekuschews Projekt des Baus der Nikolskije-Handelshausreihe durch. 1901 baute er das W.-I.-Grjasnow-Mietshaus und gewann mit Kekuschew und seinem Bruder Nikolai beim Bauwettbewerb für das Papudow-Mietshaus den 2. Preis. Damit gehörte Schutzmann zu den Vertretern der auf dem Jugendstil basierenden Moskauer Moderne.
1902 wurde Schutzmann Mitglied der Moskauer Architekturgesellschaft und lebte als selbständiger Architekt in Moskau. 1902–1903 baute er den rechten Teil des Eckwohnhauses am Skatertny Pereulok 8, während der linke Teil von Pawel Michailowitsch Samarin gebaut wurde. 1904 baute er zusammen mit seinem Bruder Nikolai in einem gemeinsamen Projekt mit Kekuschew und Konstantin Fjodorowitsch Burow das Haus des Damenkuratoriums für die Armen des Amtes für die Einrichtungen der Kaiserin Maria (Maly Kosichinski Pereulok 4). 1907–1912 baute Schutzmann die R.-I.-Geste-Villa (Uliza Spiridonowka 13). Infolge seiner Erblindung blieb die Zahl seiner eigenen Bauten gering. Sein Schicksal nach der Oktoberrevolution ist unbekannt.

## Werke

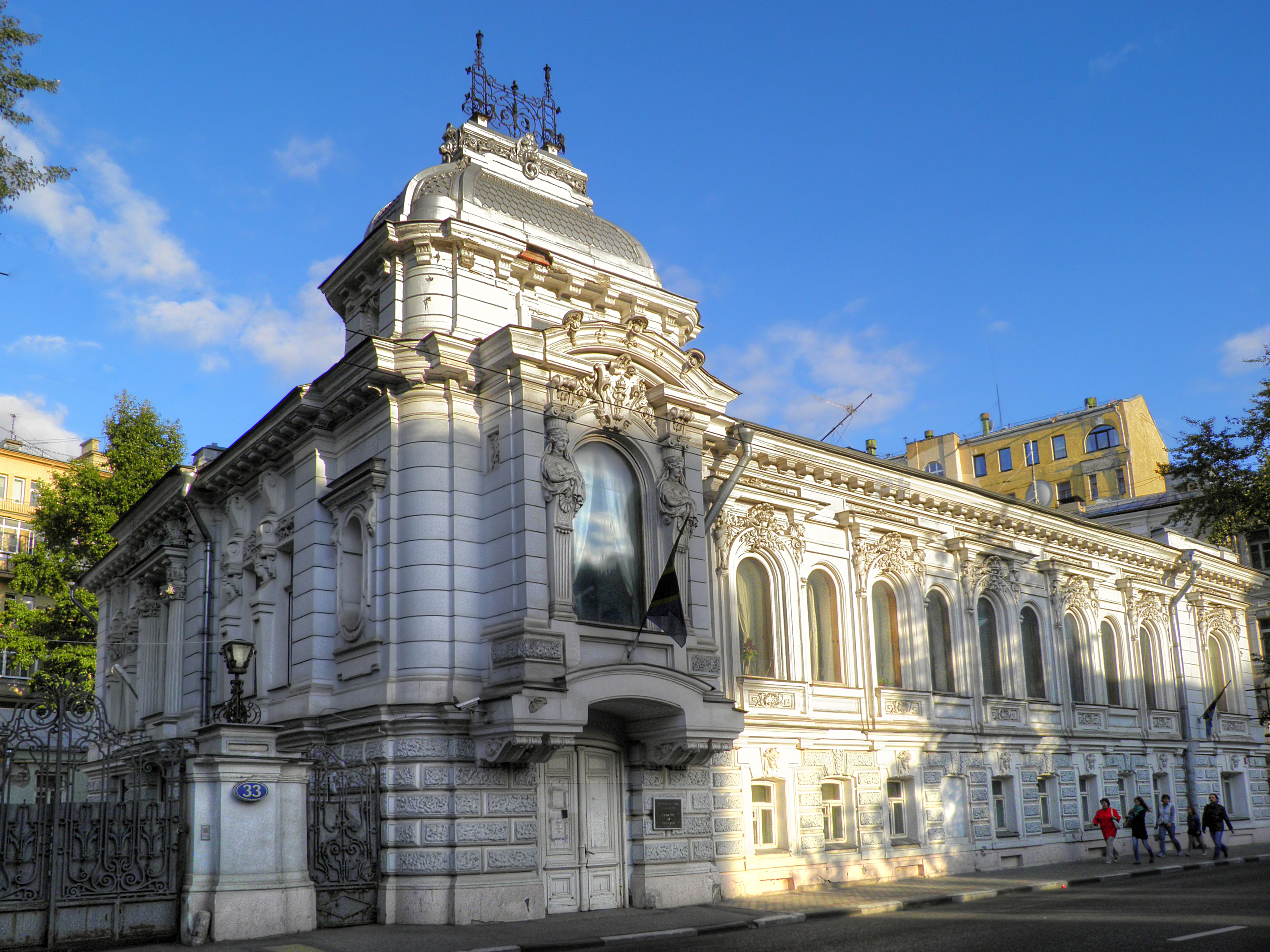
T.-I.-Korobkow-Villa, Pjatnizkaja Uliza 33–35, Moskau
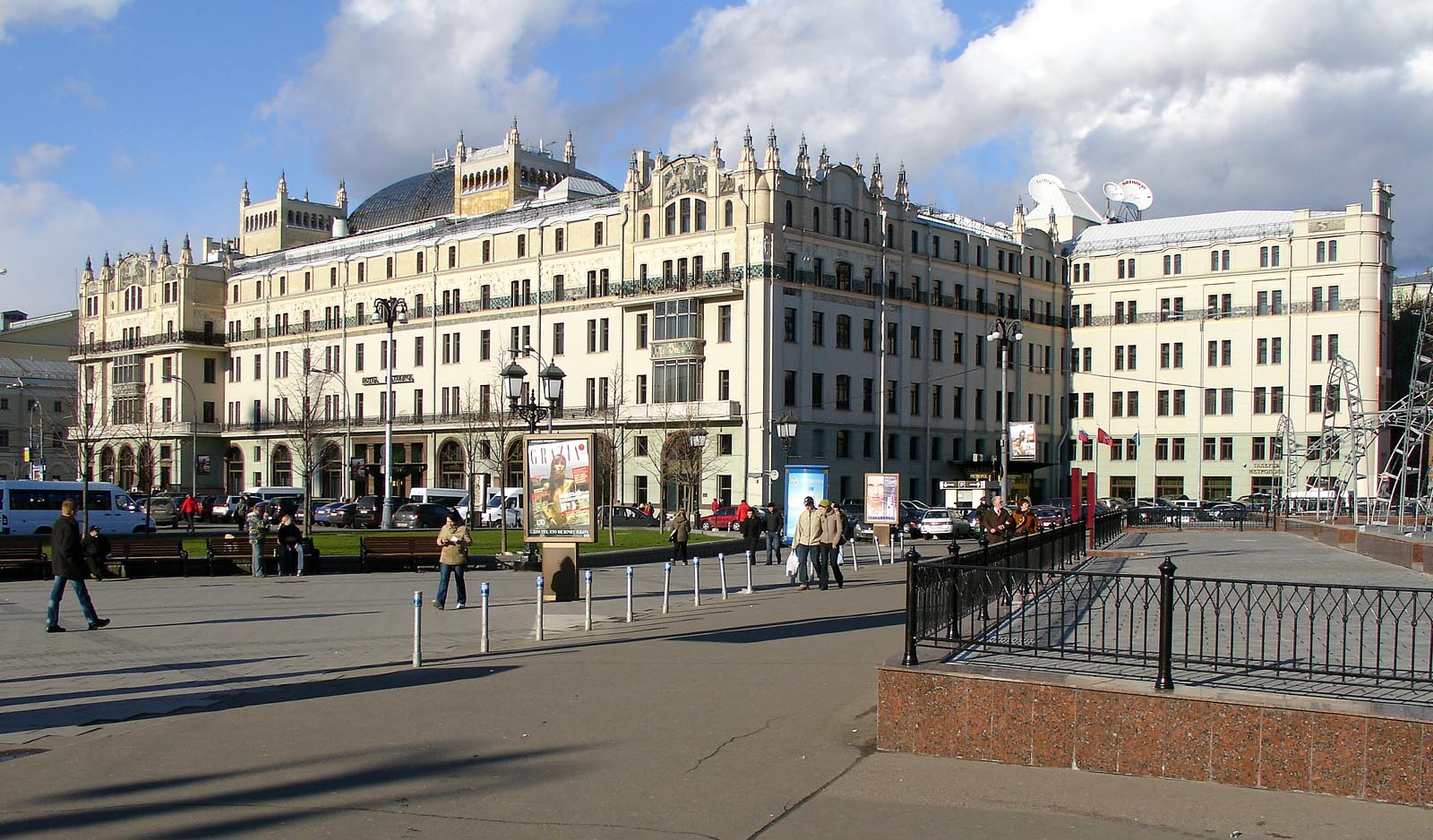
Hotel Metropol, Teatralny Projesd 2, Moskau
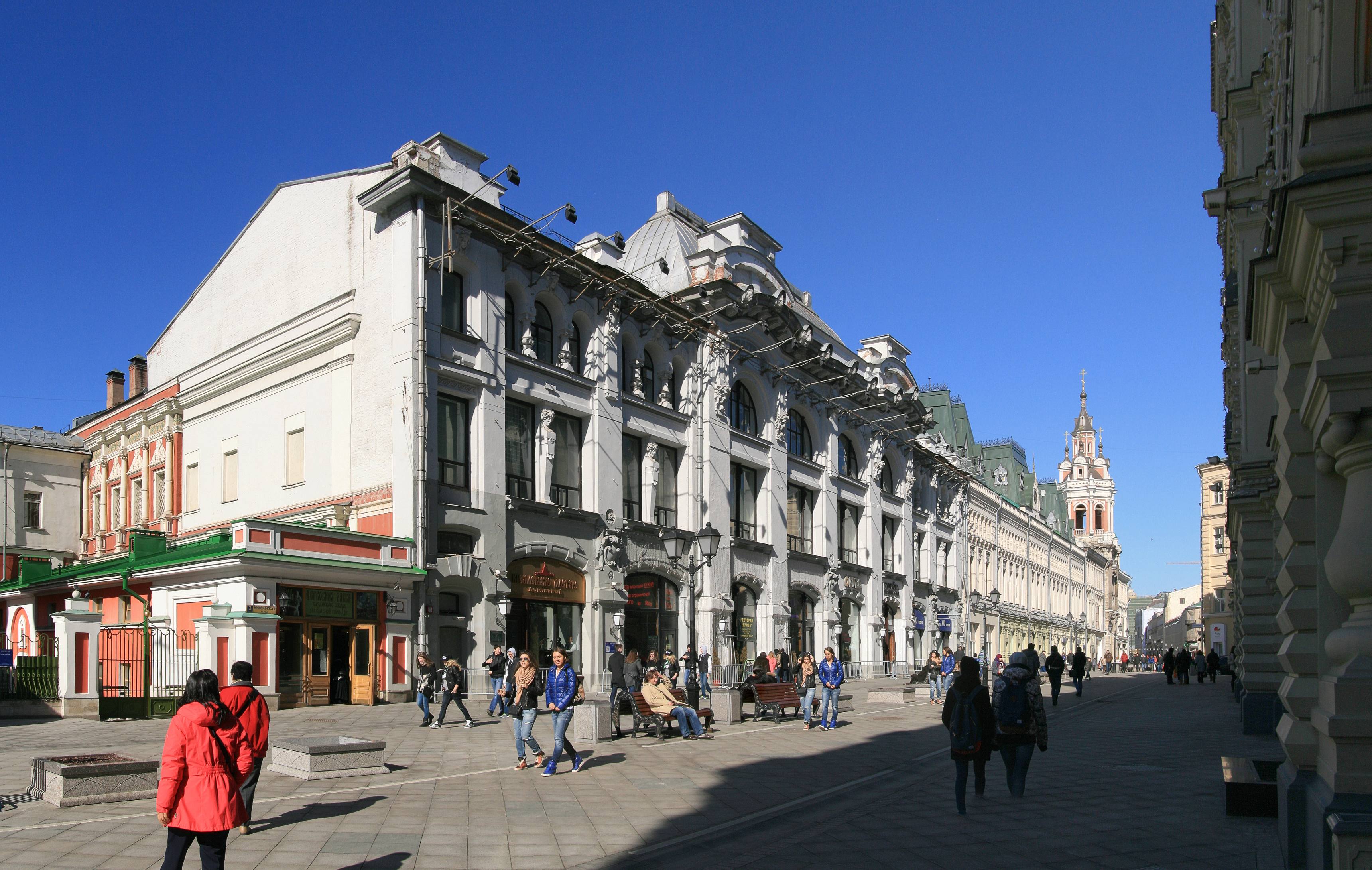
Nikolskije-Handelshausreihe, Nikolskaja Uliza 5/1, Moskau
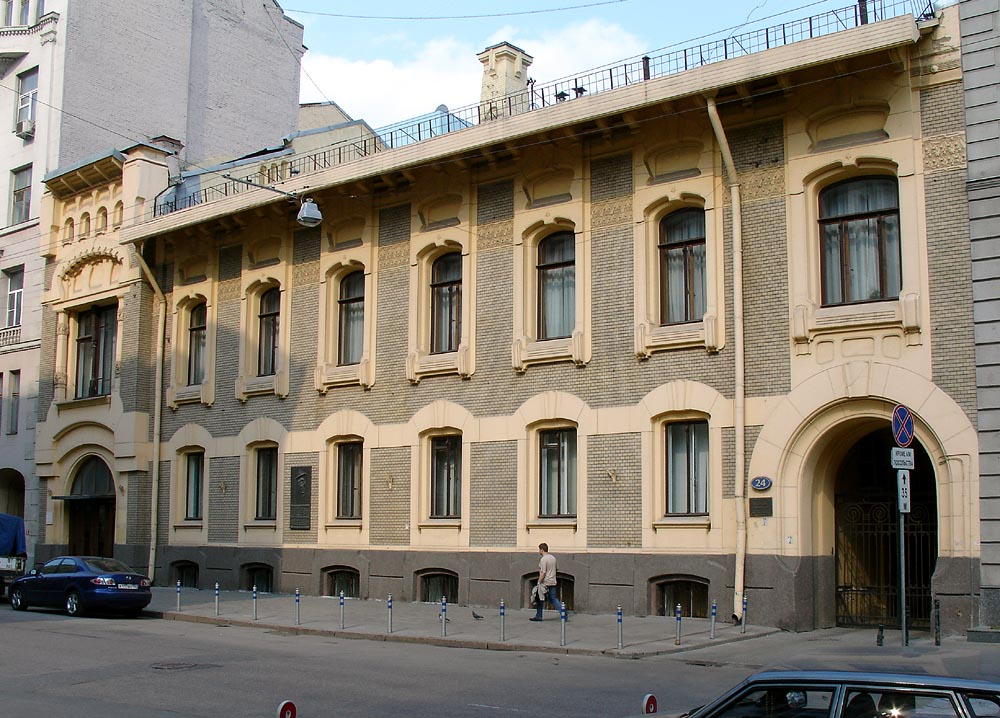
M.-S.-Saarbekow-Villa, Powarskaja Uliza 24, Moskau
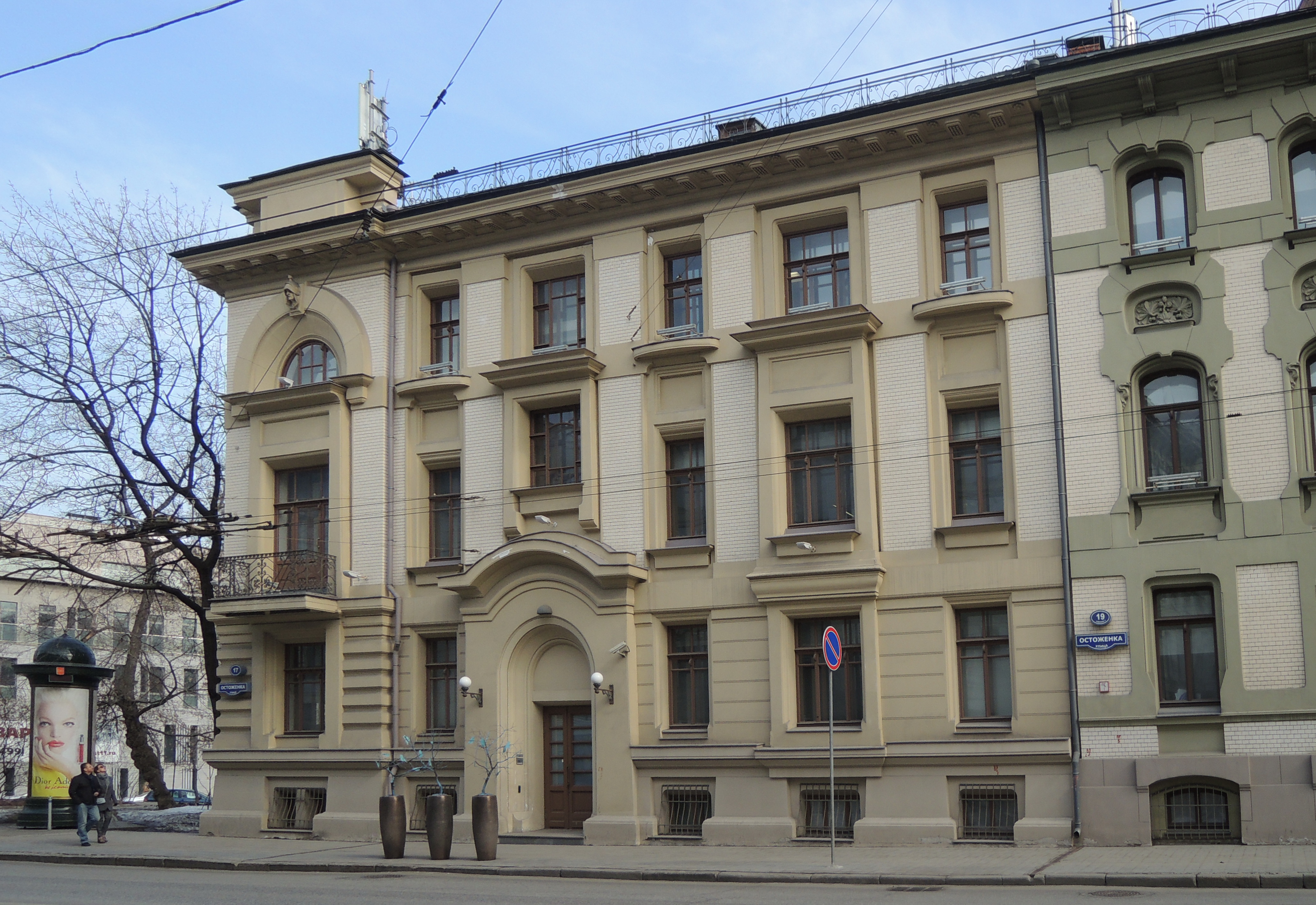
W.-I.-Grjasnow-Mietshaus, Uliza Ostoschenka 17, Moskau
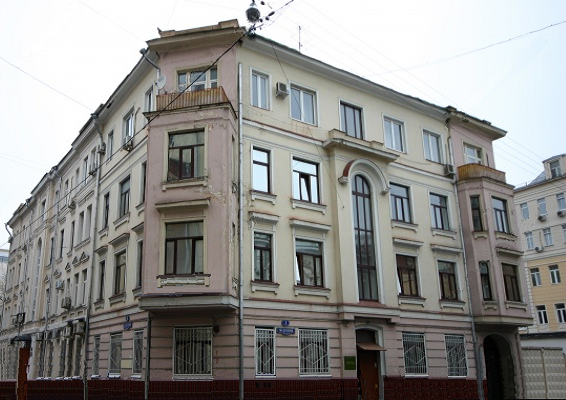
Eckwohnhaus, Skatertny Pereulok 8, Moskau